# Synogarlica senegalska
Synogarlica senegalska (Streptopelia senegalensis) – gatunek średniej wielkości ptaka z rodziny gołębiowatych (Columbidae). Występuje w Afryce, na Bliskim Wschodzie, w środkowej i południowej Azji (na wschód aż po Bangladesz i Chiny). Introdukowana do zachodniej Australii. Nie jest zagrożona wyginięciem.

## Taksonomia
Po raz pierwszy zgodnie z zasadami nazewnictwa binominalnego synogarlicę senegalską opisał Karol Linneusz w 1766 w 12. edycji Systema Naturae. Przydzielił jej nazwę Columba senegalensis, a jako miejsce typowe wskazał Senegal. Obecnie (2023) Międzynarodowy Komitet Ornitologiczny (IOC) umieszcza S. senegalensis w rodzaju Spilopelia wraz z synogarlicą perłoszyją (S. chinensis), uznaje 5 podgatunków synogarlicy senegalskiej. Autorzy The Howard and Moore Complete Checklist of the Birds of the World uznają gatunek za przedstawiciela rodzaju Streptopelia. Autorzy Handbook of the Birds of the World wyróżniają 6 podgatunków; szóstym jest S. s. sokotrae, który według klasyfikacji IOC jest tożsamy z nominatywnym.

## Podgatunki i zasięg występowania
IOC wyróżnia następujące podgatunki:
- S. s. phoenicophila (Hartert, 1916) – oazy na południe od gór Atlas w Maroku, Algierii, Tunezji oraz w zachodniej Libii[4]
- S. s. aegyptiaca (Latham, 1790) – Egipt w dolinie Nilu, od Kanału Sueskiego po Wadi Halfa[4]
- S. s. senegalensis (Linnaeus, 1766) – Senegal na wschód do Somalii, dalej na południe aż po RPA; zachodnia Arabia od Medyny (Arabia Saudyjska) na południe do południowego Jemenu; do tego Sokotra[4]
- S. s. cambayensis (Gmelin, JF, 1789) – wschodnia Arabia i wschodni Irak na wschód po Pakistan i Indie[4]
- S. s. ermanni (Bonaparte, 1856) – obszary na wschód od Morza Kaspijskiego i Kazachstan na wschód po północno-zachodnie Chiny (zachodni Sinciang) i na południe po Afganistan[4]

Synogarlicę senegalską introdukowano do Australii Zachodniej. Ptaki podgatunku S. s. phoenicophila spotykane są również w Turcji i północnej Syrii, gdzie prawdopodobnie zostały wprowadzone. W sierpniu 2020 miała miejsce obserwacja ptaka w Brzegu w województwie opolskim, ze względu jednak na wątpliwości, czy pojawił się w sposób naturalny, stwierdzenie to zostało zaliczone do kategorii D (według klasyfikacji AERC) i gatunek nie został wciągnięty na listę polskiej awifauny.

## Morfologia
Długość ciała wynosi 26,4–27,9 cm. Na ogon przypada 104–118 mm, na dziób 16–21 mm. Skrzydło mierzy u samca 136–145 mm, u samicy – 128–143 mm. Długość ogona mieści się w przedziale 104–118 mm. Długość skoku to 20–25 mm. Masa ciała może wynieść od 60 do 130 g, choć w większości zasięgu oscyluje wokół 84 g.
U dorosłego samca cała głowa jest różowobrązowa. Na przodzie i po bokach szyi oraz w górnej części piersi rosną połyskliwe, rozwidlone pióra o czarnych nasadach i złotoczerwonych krawędziach, co tworzy wizualnie efekt łuskowania. Ozdobne pióra tworzą półobrożę. Ciemny, różowokasztanowy kolor karku w tył przechodzi w żywszą, czerwonobrązową barwę, obejmującą grzbiet, barkówki i wewnętrzne pokrywy skrzydłowe. Posiadają one brązowe nasady, jednak ta cecha nie zawsze jest widoczna; łatwiej dostrzec je u samic. Zewnętrzne pokrywy skrzydłowe ciemne, niebieskoszare. Lotki III rzędu wyróżniają się swoją jasnobrązową barwą i bardzo szerokimi, czerwonokasztanowymi obrzeżeniami. Lotki II rzędu przybierają matowy, szaroniebieski kolor. Brązowe lotki I rzędu okalają wąskie, jasnoszare krawędzie. Pokrywy nadogonowe są szarobrązowe, podobnie jak środkowa para sterówek. Kolejna (na zewnątrz) para jest szara z brązowymi krawędziami, następna – z szerokim białym końcem, kolejne 3 pary – białe z ciemnoszarymi nasadami. Niższa część piersi różowobrązowa, stopniowo ku brzuchowi i pokrywom podogonowym pióra zmieniają barwę na brudnobiałą. Pokrywy podskrzydłowe są w całości szaroniebieskie. Tęczówka ciemnobrązowa lub ciemnoczerwona; nogi szare; dziób czarny. Występuje bardzo wąska, jasna obrączka oczna barwy szaroniebieskiej. Prócz wspomnianych różnic w nasadzie pokryw skrzydłowych samicę odróżnia również bardziej matowe upierzenie, do tego z przodu szyi i na grzbiecie występuje mniej czerwonych odcieni.
Podgatunek S. s. phoenicophila w porównaniu do nominatywnego jest bardziej brązowy i jaśniejszy. U S. s. aegyptiaca ozdobne pióra zdają się być bardziej czerwonawe, a upierzenie ogółem ciemniejsze; ponadto ptaki osiągają większe wymiary niż S. s. senegalensis. Ptaki z Sokotry są znacznie jaśniejsze i mniejsze od kontynentalnych osobników. U S. s. cambayensis i S. s. ermanni osiągane wymiary są większe, a upierzenie bardziej brązowe. Na grzbiecie brak śladów czerwonobrązowego. Zewnętrzne pokrywy skrzydłowe są wyjątkowo matowe, szaroniebieskie, zaś na szyi występuje niewiele ozdobnych piór. Szaroniebieska barwa na kuprze i grzbiecie również mniej jaskrawa niż u podgatunku nominatywnego.

## Ekologia
Synogarlica senegalska w warunkach naturalnych zamieszkuje pustynne zakrzewienia, zadrzewioną sawannę, cierniste zakrzewienia i różne otwarte tereny, przeważnie do 10 km od źródła wody. Ze względu na szeroki zakres wybieranego pokarmu i wiele potencjalnych miejsc na gniazdo S. senegalensis zasiedla również obszary zmienione przez człowieka. W większej części zasięgu można te ptaki spotkać w miastach, obszarach podmiejskich, parkach i ogrodach – szczególnie w miejscach ekspansji pierwotnego zasięgu lub obszarach introdukcji, jak Australia Zachodnia. Ptaki zamieszkujące siedliska ludzkie unikają pobliskich obszarów, które zdawałyby się pasować im jako środowisko. W północnej części Afryki synogarlica senegalska zamieszkuje oazy, miasta i przyległe tereny upraw. W pozostałej części Afryki najpospoliciej synogarlice zasiedlają zadrzewienia akacji. W Indiach preferowanym środowiskiem są półpustynne lasy z drzewami zrzucającymi liście oraz półpustynie. Ogółem synogarlice senegalskie unikają lasów deszczowych, jednak chętnie odwiedzają obszary po ich wycince.

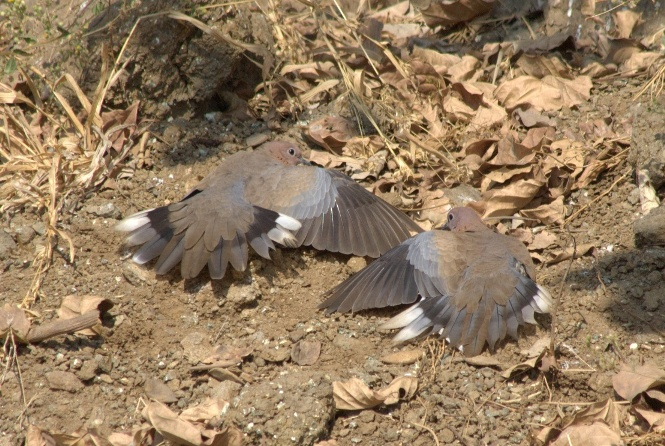
Dwie synogarlice zażywające kąpieli słonecznej

Większość populacji jest osiadła, jednak wiadomo o wędrówkach powiązanych z porą deszczową w Afryce. W południowej części kontynentu ptaki udają się na zachód w marcu i kwietniu, a następnie powracają na wschodnie wybrzeże od sierpnia do września. Jeśli akurat synogarlice senegalskie nie wędrują ani nie są przy wodopoju, przebywają w parach lub pojedynczo. Większość pożywienia stanowią nasiona traw i ziół; zakres gatunków jest szeroki, jednak ptaki zdają się preferować wiechlinę roczną (Poa annua). Do tego jedzą nasiona Croton, szarłatu (Amaranthus), akacji, Polygala, szczawiku (Oxalis), sumaka (Rhus), traw z rodzajów Eleusine, Poa, Setaria i Urochloa, do tego cibory (Cyperus), turzyc (Carex) i m.in. Commelina, ogórka (Cucumis), Osteospermum, ślazu (Malva), psianki (Solanum), wiązu (Ulmus) i trętwianu (Tetragonia). Zjadają także nasiona zbóż – owsa, prosa i sorga, rośliny strączkowe, nasiona słonecznika. Dietę uzupełniają nektarem aloesu (Aloe marlothii), owocami (np. sumaków, łobody Atriplex semibaccata, figowca sykomora, Salvadora persica, Flueggea virosa) i bulwami ciborowatych. Jedzą również bezkręgowce, np. termity, mrówki, muchy domowe i ślimaki.
Synogarlice senegalskie wabią inne osobniki serią 4 do 8 miękkich gruchnięć, brzmiących jak nieco bulgoczące kuu–kuu, kuu-kuu, kuu-uu, kuuruukuu-kuu-kuu. Głos jest niepodobny do głosów innych synogarlic z rodzaju Streptopelia. Angielska nazwa tego gatunku to Laughing dove – „śmiejący się gołąb”.

### Lęgi

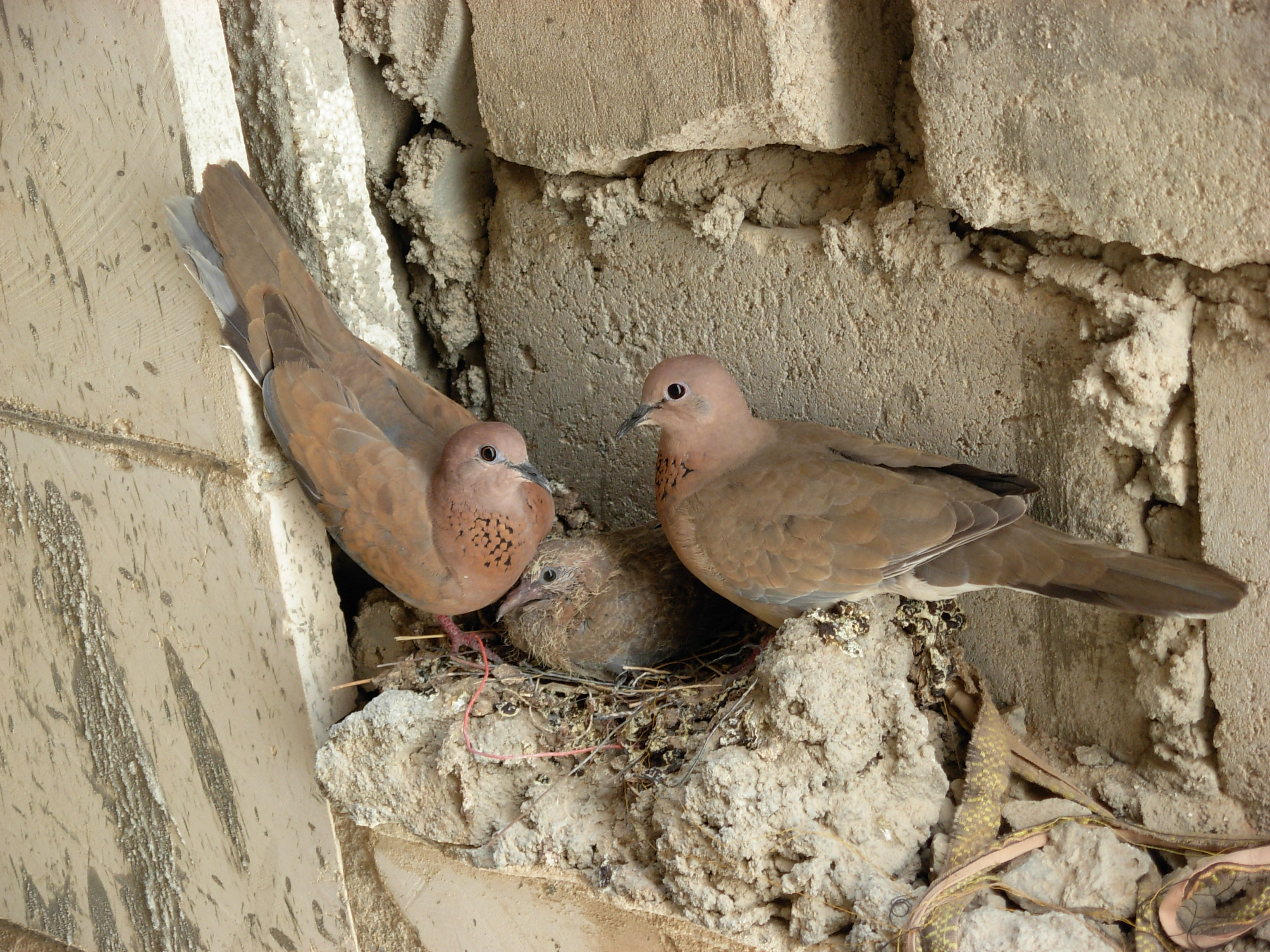
Młoda synogarlica senegalska z rodzicami, Kuwejt

Okres lęgowy różni się w zależności od miejsca występowania. W Maroku i Tunezji ptaki lęgną się w maju i czerwcu, w Egipcie zaś w lutym. W suchszych regionach wschodniej Afryki okres lęgowy rozpoczyna się zaraz po porze deszczowej. W Zimbabwe i RPA ptaki gniazdują przez cały rok, szczytowy moment sezonu przypada na wrzesień. Podczas zalotów samiec wybiera sobie jedną gałąź. Następnie zlatuje z niej i wznosi się pod dużym kątem, jednocześnie dużo klaszcząc skrzydłami i płytkim ślizgiem przelatuje na inną gałąź, trzymając rozłożony ogon i sztywne skrzydła. Gniazdo to wątła platforma z patyków. Za jego budowę odpowiedzialna jest samica, za to samiec dostarcza budulec. W zniesieniu przeważnie znajdują się dwa białe jaja, które wysiadują oba ptaki z pary na zmianę przez 12–13 dni. Po 15–17 dniach od wyklucia młode są już w pełni opierzone. Opuszczają gniazdo trzy lub cztery dni przed tym, zanim nauczą się latać – z tego względu ludzie często zabierają młode synogarlice, które ich zdaniem „wypadły z gniazda”, tak naprawdę odbierając je rodzicom.

## Status zagrożenia
IUCN uznaje synogarlicę senegalską za gatunek najmniejszej troski (LC, Least Concern) nieprzerwanie od 1988. BirdLife International uznaje trend populacji za prawdopodobnie stabilny ze względu na brak istotnych zagrożeń i dowodów na spadki liczebności. Synogarlica senegalska jest bardzo pospolitym ptakiem, na którego działalność człowieka ma pozytywny wpływ, ponieważ ptaki uzyskują nowe siedliska.

### Drapieżnictwo
Na dorosłe synogarlice w Afryce polują ptaki szponiaste – kuglarze (Terathopius ecaudatus), orzełki afrykańskie (Aquila wahlbergi), orły sawannowe (Aquila rapax), jastrzębie czarno-białe (Accipiter melanoleucus), błotniaki afrykańskie (Circus ranivorus), orzełki włochate (Hieraaetus pennatus), jastrzębiaki ciemne (Melierax metabates), sokołowe – krogulce szare (Accipiter ovampensis), krogulce rudobrzuche (Accipiter rufiventris), sokoły wędrowne (Falco peregrinus), sokoły rudogłowe (Falco chicquera) i rarogi górskie (Falco biarmicus) oraz czaplowe – czaple czarnogłowe (Ardea melanocephala) i ślepowrony zwyczajne (Nycticorax nycticorax). Jaja synogarlic senegalskich zjadane są przez jajożera (Dasyoeltis scabra), kruki srokate (Corvus albus), dzierzby białobarkowe (Lanius collaris), dzierzbiki szarogłowe (Malaconotus blanchoti) i kukale białobrewe (Centropus superciliosus podg. burchelli, niekiedy uznawane za odrębny gatunek). Pisklęta mogą zostać zjedzone przez kruki srokate, mangustoliski afrykańskie (Cynictis penicillata), kukale białobrewe i jastrzębiaki małe (Micronisus gabar).